# Buena Vista 1.ª Sección
Buena Vista 1.ª Sección es una localidad del municipio de Centro ubicado en la subregión centro del estado mexicano de Tabasco.

## Geografía
La localidad de Buena Vista 1.ª Sección se sitúa en las coordenadas geográficas 18°08′39″N 92°44′59″O / 18.144167, -92.749722, a una elevación de 7 metros sobre el nivel del mar.

## Demografía
Según el Conteo de Población y Vivienda 2020, efectuado por el Instituto Nacional de Estadística y Geografía, la localidad de Buena Vista 1.ª Sección tiene 3,342 habitantes, de los cuales 1,674 son del sexo masculino y 1,668 del sexo femenino. Su tasa de fecundidad es de 2.33 hijos por mujer y tiene 716 viviendas particulares habitadas.
| Gráfica de evolución demográfica de Buena Vista 1.ª Sección entre 1910 y 2020 |
|                                                                               |
| INEGI.                                                                        |